# إذاعة مدرسية
الإذاعة المدرسية هي عبارة عن مجموعة من الفقرات التي تقدم في المدارس عند الصباح وقبل بدأ اليوم الدراسي وتكون من الطلاب. وعادة ما تتكون الإذاعة من مقدمة التي عادة ما تكون مصحوبة بالعديد من الكلمات والشعر، تليها آيات من القرآن الكريم، ثم كلمة الصباح ونصيحه، بعدها حكمة اليوم وكلمة، ثم الدعاء وقصيدة شعرية.
ينظر للإذاعة على أنها تساهم في التكوين المعرفي والاجتماعي للتلاميذ بصورة تفوق الدروس التقليدية؛ وذلك راجع إلى عدة أسباب منها: إمكانية تنويع برامجها التي تعتمد على الكلمة المسموعة والمؤثر الصوتي، إذ ثبت علميا أن الصوت البشري يثير صورا ذهنية متنوعة، وإذا صاحب ذلك مؤثرات صوتية فإن ذلك يثير الانفعالات، ويسهم في مخاطبة وجدان المستمع، وبالتالي إثارة العواطف الإنسانية ويفتق عوامل الخيال.

## أهمية الإذاعة المدرسية
تعد أحد ملامح البيئة المدرسية، وأحد ألوان النشاط المدرسي، ولها مكانة مرموقة في النشاط اللاصفي، والذي يعد أساساً من مقومات التربية الحديثة.

## فقرات الإذاعة المدرسية
تحتوي الإذاعة المدرسية على عدد من الفقرات التي قد تكون إذاعة مدرسية متكاملة وهي :
- مقدمة إذاعة مدرسية.
- فقرة القرآن الكريم.
- فقرة الحديث النبوي الشريف.
- فقرة حكمة اليوم.
- فقرة هل تعلم.
- خاتمة الإذاعة المدرسية.[2]